# Jakub Ubysz
Jakub Ubysz herbu Cholewa (zm. przed 30 sierpnia 1645 roku) – chorąży dobrzyński od 1641 roku, sekretarz Jego Królewskiej Mości w 1633 roku.
Poseł na sejm koronacyjny 1633 roku, sejm 1643 roku.